# John A. Holm
John A. Holm (1943) é um professor de linguística e da história das civilizações na Universidade de Coimbra, especializado na história dos povos das Caraíbas.
Graças ao estudo dos crioulos, mostrou que pela sua importância em Barbados, a população branca é o ponto de partida da maioria dos crioulos de base inglesa falados pelos índios, pelos brancos e pelos negros em diversas partes das Caraíbas e da Carolina. 
Também escreveu o único dicionário do dialeto inglês falado nas Bahamas.